# Aðalsteinn Eyjólfsson
Aðalsteinn Eyjólfsson (* 21. Juni 1977) ist ein isländischer Handballtrainer und ehemaliger Handballspieler, der bis Januar 2024 beim deutschen Zweitligisten GWD Minden unter Vertrag stand.

## Leben
Aðalsteinn spielte in der Saison 1996/1997 für den damaligen deutschen Regionalligisten TSG Balingen, er musste jedoch wegen einer Knieverletzung die Sportlerlaufbahn beenden.
Im Jahr 2000 begann Aðalsteinn seine Trainerlaufbahn als Co-Trainer beim isländischen Frauen-Erstligisten UMF Stjarnan. Im Jahr 2002 wurde er Trainer des Frauen-Erstligisten Gròtta KR und 2003 von ÍB Vestmannaeyja, mit dem er Meister und Pokalsieger wurde. Im anschließenden EHF Challenge Cup der Frauen 2003/2004 erreichte er mit seiner Mannschaft das Halbfinale, sie mussten sich jedoch dem späteren Sieger geschlagen geben, dem von Herbert Müller trainierten 1. FC Nürnberg Handball. Durch Kontakte mit Müller übernahm Aðalsteinn Eyjólfsson 2004 den Trainerposten des in der Handball-Bundesliga der Frauen spielenden TuS Weibern. Nach dessen Abstieg in die 2. Bundesliga kehrte er 2005 nach Island zurück und trainierte erneut bis 2008 die Frauenmannschaft von UMF Stjarnan, die unter seiner Leitung 2007 und 2008 die isländische Meisterschaft gewann.
Aðalsteinn trainierte zwischen November 2008 und April 2010 den Handball-Regionalligisten SVH Kassel. Seitdem trainierte er den thüringischen Handball-Bundesligisten ThSV Eisenach. Er löste den Trainer Maik Handschke ab. Nachdem er am 11. Oktober 2014 nach der vierten Niederlage im achten Saisonspiel als Trainer des ThSV Eisenach beurlaubt wurde, war er seit Januar 2015 Trainer beim TV Hüttenberg. Mit dem TVH trat Aðalsteinn zunächst nach der Saison 2014/15 den Weg in die 3. Liga  an, nur um sein Team bereits ein Jahr später wieder zurück in die 2. Bundesliga zu führen. Zum Ende der Spielzeit 2016/17 gelang dem isländischen Trainer mit dem TV Hüttenberg ein bis dato absolutes Novum seit dem Bestehen der eingleisigen zweiten Bundesliga – der direkte Durchmarsch aus der 3. Handball-Liga in die Handball-Bundesliga.
Nach dem 10. Spieltag der Saison 2017/18 in der DKB Handball-Bundesliga gab der TV Hüttenberg die Auflösung des Vertrages mit Aðalsteinn bekannt. Noch am selben Abend meldete Liga-Rivale HC Erlangen die Verpflichtung des Isländers mit sofortiger Wirkung. Den HC Erlangen trainierte er bis Februar 2020. Ab dem Sommer 2020 trainierte er den Schweizer Erstligisten Kadetten Schaffhausen. Unter seiner Leitung gewannen die Kadetten Schaffhausen 2022 und 2023 die Schweizer Meisterschaft.
Zwischen Juli 2023 und Januar 2024 trainierte er den deutschen Zweitligisten GWD Minden. Ab dem Sommer 2024 wird er beim isländischen Zweitligisten Víkingur Reykjavík sowohl als Trainer als auch als Sportdirektor tätig sein.

### Privates
Aðalsteinn ist verheiratet und Vater dreier Kinder.